# Chamada a cobrar

Chamada a cobrar, ligação a cobrar (português brasileiro) ou chamada a pagar no destino (português europeu) é a chamada telefônica que é paga pelo número de destino em vez do número de origem pagar a ligação. No passado, este tipo de chamada só era possível com a assistência de um operador, mas com a introdução de equipamentos telefônicos computorizados, é agora possível fazê-lo sem recorrer a um operador.
Outras formas de comunicação, como os telegramas e o correio, também podem ser enviados a cobrar no destino.
Nas linhas telefônicas existe bloqueio de chamadas a cobrar, para bloquear este tipo de ligação se o destino não desejar receber.